# Fernando Alloni
Fernando Alloni (* 11. Mai 1925 in Mailand; † 29. Januar 2015 ebenda) war ein italienischer Eisschnellläufer.
Alloni belegte bei seiner einzigen Olympiateilnahme im Januar 1948 in St. Moritz den 37. Platz über 5000 m. Im folgenden Jahr wurde er Dritter bei den italienischen Meisterschaften und errang bei der Mehrkampf-Europameisterschaft in Davos den 29. Platz im Großen Vierkampf.